# 通皋大道
通皋大道是中國江蘇省的一条建设中的城市快速通道，使如皋市区对接铁路南通西站。项目北起海阳南路，南接铁路西站站前快速路。项目已于2017年12月29日开工，2020年通车，届时如皋市区到南通西站仅需30分钟。